# تلفن همراه ساده

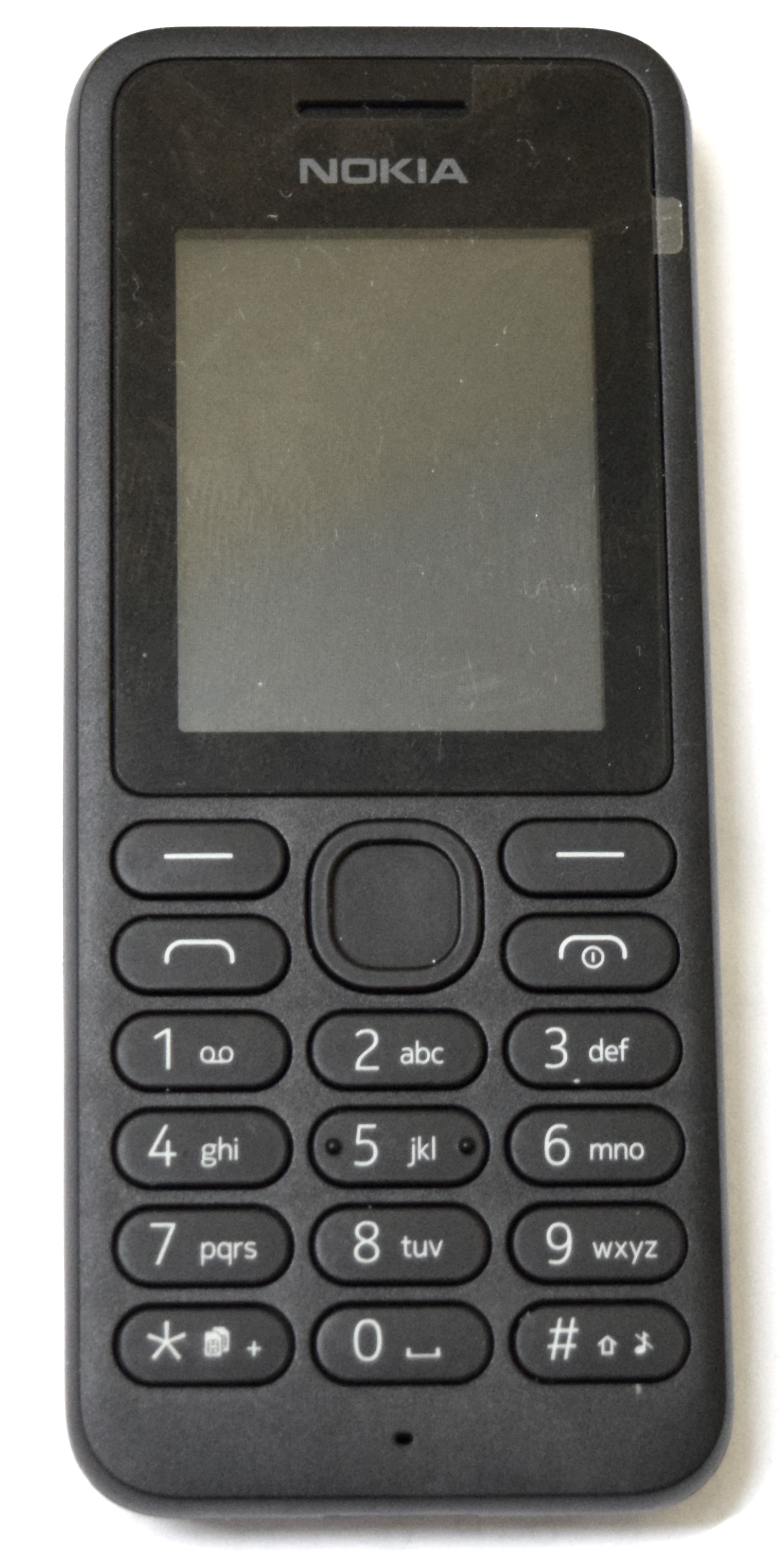
نوکیا ۱۳۰ یک نمونه از موبایل‌های فیچر فون

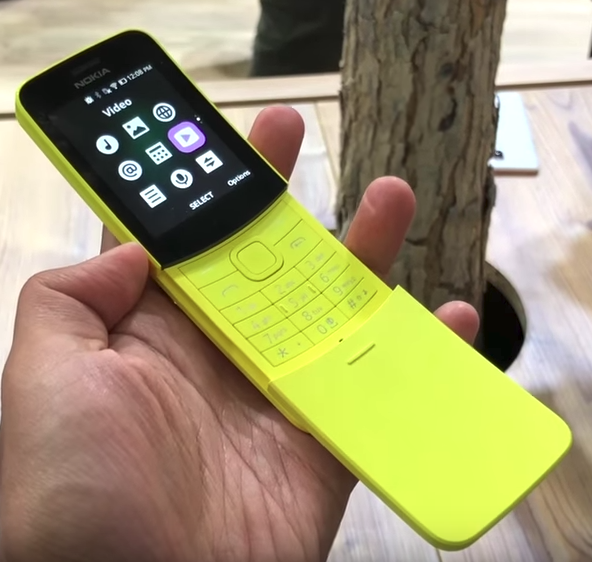
نوکیا ۸۱۱۰ فورجی یک تلفن همراه ساده با قابلیت اینترنت نسل چهارم و نقطه اتصال داغ

فیچر فون (به انگلیسی: Feature phone) یا تلفن همراه ساده (به فرانسوی: téléphone mobile simple) یا تلفن همراه ابتدایی (به فرانسوی: téléphone mobile basique) که به آن گوشی کلاسیک یا گوشی ساده نیز می‌گویند، یک پس نام است که برای توصیف یک رده از تلفن‌های همراه استفاده می‌شود.
تلفن همراه ساده در واقع مابین «گوشی ابتدایی» (basic) که معمولاً نمایشگر تک-رنگ (سیاه-سفید) دارند و تنها قادر به تماس صوتی و ارسال-دریافت پیامک هستند، و یک تلفن هوشمند با قابلیت‌های پیشرفته قرار دارد.
یک تلفن همراه ساده همانند تلفن هوشمند از سیستم عامل و واسط گرافیکی کاربر استفاده می‌کند و در کنار ارائه قابلیت تماس صوتی، و ارسال-دریافت پیامک، قابلیت‌های پخش فایل‌های چندرسانه‌ای، فعالیت‌های مرتبط با اینترنت، دوربین عکاسی، چراغ‌قوه، رادیو، و ضبط صدا را نیز ارائه می‌دهد.
بیشتر مدل‌های تلفن همراه ساده دارای خشاب کارت حافظه و درگاه microUSB هستند که می‌توان برای افزایش ظرفیت حافظه و انتقال فایل‌ها از آنها استفاده کرد.

## نام‌گذاری
در زبان انگلیسی به این گونه از تلفن‌های همراه، فیچر فون (انگلیسی: Feature phone) گفته می‌شود، یعنی «تلفن قابلیت‌دار» یا «گوشی قابلیت‌دار».

## مزایای تلفن همراه ساده نسبت به تلفن هوشمند
- عمر باتری بسیار بالاتر
- قیمت بسیار پایین
- سادگی بیشتر در استفاده
- بدنه بسیار مقاوم‌تر نسبت به اکثر تلفن‌همراه‌های هوشمند
- هزینه‌های جانبی و تعمیر کمتر